# Je m'en vais (chanson)
Pour les articles homonymes, voir Je m'en vais.
Singles de Vianney
Les Filles d'aujourd'hui
(2016) Moi aimer toi
(2017)
Clip vidéo
[vidéo] « Je m'en vais », sur YouTube
Je m'en vais est une chanson du chanteur français Vianney. Elle est sortie en single le 17 octobre 2016 en tant que premier extrait du deuxième album de l'artiste, Vianney.
Ce titre, dont le clip sort le 7 novembre 2016, est qualifié de « ballade de rupture ». Je m'en vais reçoit la Victoire de la chanson originale lors de la 32e cérémonie des Victoires de la musique.

## Crédits
Crédits adaptés de Tidal.
- Vianney Bureau : paroles, composition

## Liste de titres
| 1. | Je m'en vais | 3:17 |

## Classements et certifications
| Classement (2016-18)                    | Meilleure position |
| --------------------------------------- | ------------------ |
| Belgique (Wallonie Ultratop 50 Singles) | 3                  |
| Belgique (Wallonie Ultratop 50 Airplay) | 1                  |
| Belgique (Flandre Ultratop 50 Singles)  | 33                 |
| Belgique (Flandre Ultratop 50 Airplay)  | 14                 |
| France (SNEP)                           | 2                  |
| France (SNEP Radio)                     | 1                  |
| Suisse (Schweizer Hitparade)            | 48                 |
| Suisse (Charts Romandie)                | 3                  |

| Classement (2017)            | Position |
| ---------------------------- | -------- |
| Belgique (Wallonie Ultratop) | 9        |
| France (SNEP)                | 16       |

### Certifications
| Région                                                                     | Certification | Ventes/Streams |
| -------------------------------------------------------------------------- | ------------- | -------------- |
| France (SNEP)                                                              | Diamant       | 233 333‡       |
| xNon précisé par la certification ‡ventes/streaming selon la certification |               |                |